# Federació d'Escoltisme Valencià
La Federació d'Escoltisme Valencià és una associació d'agrupaments escoltes catòlics del País Valencià. Forma part del Moviment Scout Catòlic.
El Moviment escolta al País Valencià és una de las entitats juvenils més importants del territori valencià. La Federació d'Escoltisme Valencià amb Scouts Valencians-ASDE agrupen a més de 6.500 joves, integrats en 70 agrupaments, dedicats a l'educació en valors de la infància i adolescència amb activitats d'oci i temps lliure, en contacte amb la natura.
La Federació agrupa tres associacions diocesanes d'escoltisme del País Valencià (Scouts de Castelló, Moviment Escolta de València i Scouts de Alicante).
L'any 2021 va rebre la Distinció de la Generalitat Valenciana al Mèrit per Accions a favor de la Igualtat i per a una Societat Inclusiva com a reconeixement al seu compromís amb la igualtat, la consecució d'una societat inclusiva i la visibilitat de la diversitat social que desenvolupen la seua activitat al País Valencià.